# Gothic (album)
Pour les articles homonymes, voir Gothic.
Albums de Paradise Lost
Lost Paradise
(1990) Shades of God
(1992)
Gothic est le deuxième album du groupe de death-doom et metal gothique britannique Paradise Lost, sorti en mars 1991 sur le label Peaceville Records.

## Présentation
Le ton reste death-doom, comme sur l'album précédent, mais quelques influences gothiques font leur apparition, faisant de Gothic un des premiers exemples de metal gothique. Son titre est également une des premières fois que le terme « gothique » est lié à l'univers du metal.
Cet album est réédité à deux reprises, toutes deux bénéficiant d'un son remasterisé. La réédition de 2003 inclut deux remixes de chansons de l'album Lost Paradise, également publiés en single sous le titre In Dub. En 2008, Gothic est réédité avec un DVD bonus, The Lost Tapes, contenant une performance live rare du groupe.
En 2016, le groupe donne une série de concerts dont le Roadburn Festival, le Hellfest et le Fall of Summer, consacrés en grande partie à l'interprétation de cet album.

## Liste des titres
Toutes les paroles sont écrites par Nick Holmes, toute la musique est composée par Gregor Mackintosh.
| 1.    | Gothic          | 4:43 |
| 2.    | Dead Emotion    | 4:33 |
| 3.    | Shattered       | 3:58 |
| 4.    | Rapture         | 5:10 |
| 5.    | Eternal         | 3:47 |
| 6.    | Falling Forever | 3:27 |
| 7.    | Angel Tears     | 2:37 |
| 8.    | Silent          | 4:36 |
| 9.    | The Painless    | 3:58 |
| 10.   | Desolate        | 1:51 |
| 38:41 |                 |      |

| Réédition limitée Pologne inclus les titres de l'EP éponyme Gothic (Peaceville, Metal Mind Records, 1994) | Réédition limitée Pologne inclus les titres de l'EP éponyme Gothic (Peaceville, Metal Mind Records, 1994) | Réédition limitée Pologne inclus les titres de l'EP éponyme Gothic (Peaceville, Metal Mind Records, 1994) | Réédition limitée Pologne inclus les titres de l'EP éponyme Gothic (Peaceville, Metal Mind Records, 1994) | Réédition limitée Pologne inclus les titres de l'EP éponyme Gothic (Peaceville, Metal Mind Records, 1994) | Réédition limitée Pologne inclus les titres de l'EP éponyme Gothic (Peaceville, Metal Mind Records, 1994) | Réédition limitée Pologne inclus les titres de l'EP éponyme Gothic (Peaceville, Metal Mind Records, 1994) | Réédition limitée Pologne inclus les titres de l'EP éponyme Gothic (Peaceville, Metal Mind Records, 1994) | Réédition limitée Pologne inclus les titres de l'EP éponyme Gothic (Peaceville, Metal Mind Records, 1994) | Réédition limitée Pologne inclus les titres de l'EP éponyme Gothic (Peaceville, Metal Mind Records, 1994) |
| No | Titre | Durée | | | | | | | |
| --- | --- | --- | --- | --- | --- | --- | --- | --- | --- |
| 11. | Gothic (Mix)                                                                                              | 4:41 | | | | | | | |
| 12. | Rotting Misery (Doom dub)                                                                                 | 6:00 | | | | | | | |
| 13. | Breeding Fear (Demolition dub)                                                                            | 4:48 | | | | | | | |
| 14. | The Painless (Mix)                                                                                        | 3:57 | | | | | | | |
| 58:51 | | | | | | | | | |

| Titre bonus - Réédition Japon (Music for Nations, 1er novembre 1995) | Titre bonus - Réédition Japon (Music for Nations, 1er novembre 1995) | Titre bonus - Réédition Japon (Music for Nations, 1er novembre 1995) | Titre bonus - Réédition Japon (Music for Nations, 1er novembre 1995) | Titre bonus - Réédition Japon (Music for Nations, 1er novembre 1995) | Titre bonus - Réédition Japon (Music for Nations, 1er novembre 1995) | Titre bonus - Réédition Japon (Music for Nations, 1er novembre 1995) | Titre bonus - Réédition Japon (Music for Nations, 1er novembre 1995) | Titre bonus - Réédition Japon (Music for Nations, 1er novembre 1995) | Titre bonus - Réédition Japon (Music for Nations, 1er novembre 1995) |
| No                                                                   | Titre                                                                | Durée                                                                |                                                                      |                                                                      |                                                                      |                                                                      |                                                                      |                                                                      |                                                                      |
| -------------------------------------------------------------------- | -------------------------------------------------------------------- | -------------------------------------------------------------------- | -------------------------------------------------------------------- | -------------------------------------------------------------------- | -------------------------------------------------------------------- | -------------------------------------------------------------------- | -------------------------------------------------------------------- | -------------------------------------------------------------------- | -------------------------------------------------------------------- |
| 11.                                                                  | Gothic (Live In Germany, November '93)                               | 4:11                                                                 |                                                                      |                                                                      |                                                                      |                                                                      |                                                                      |                                                                      |                                                                      |
| 42:53                                                                |                                                                      |                                                                      |                                                                      |                                                                      |                                                                      |                                                                      |                                                                      |                                                                      |                                                                      |

| Titres bonus - Réédition remasterisée digipack (Peaceville Records, 28 avril 2003) | Titres bonus - Réédition remasterisée digipack (Peaceville Records, 28 avril 2003) | Titres bonus - Réédition remasterisée digipack (Peaceville Records, 28 avril 2003) | Titres bonus - Réédition remasterisée digipack (Peaceville Records, 28 avril 2003) | Titres bonus - Réédition remasterisée digipack (Peaceville Records, 28 avril 2003) | Titres bonus - Réédition remasterisée digipack (Peaceville Records, 28 avril 2003) | Titres bonus - Réédition remasterisée digipack (Peaceville Records, 28 avril 2003) | Titres bonus - Réédition remasterisée digipack (Peaceville Records, 28 avril 2003) | Titres bonus - Réédition remasterisée digipack (Peaceville Records, 28 avril 2003) | Titres bonus - Réédition remasterisée digipack (Peaceville Records, 28 avril 2003) |
| No                                                                                 | Titre                                                                              | Durée                                                                              |                                                                                    |                                                                                    |                                                                                    |                                                                                    |                                                                                    |                                                                                    |                                                                                    |
| ---------------------------------------------------------------------------------- | ---------------------------------------------------------------------------------- | ---------------------------------------------------------------------------------- | ---------------------------------------------------------------------------------- | ---------------------------------------------------------------------------------- | ---------------------------------------------------------------------------------- | ---------------------------------------------------------------------------------- | ---------------------------------------------------------------------------------- | ---------------------------------------------------------------------------------- | ---------------------------------------------------------------------------------- |
| 11.                                                                                | Rotting Misery (Doom dub)                                                          | 6:00                                                                               |                                                                                    |                                                                                    |                                                                                    |                                                                                    |                                                                                    |                                                                                    |                                                                                    |
| 12.                                                                                | Breeding Fear (Demolition Dub)                                                     | 4:47                                                                               |                                                                                    |                                                                                    |                                                                                    |                                                                                    |                                                                                    |                                                                                    |                                                                                    |
| 49:31                                                                              |                                                                                    |                                                                                    |                                                                                    |                                                                                    |                                                                                    |                                                                                    |                                                                                    |                                                                                    |                                                                                    |

### The Lost Tapes
Basée sur la réédition 12 titres de 2003, The Lost Tapes est une performance vidéo très rare d'un spectacle de Paradise Lost en 1991 (soutenu par My Dying Bride et Pitchshifter), éditée en DVD par Peaceville Records, proposant des morceaux classiques de leurs 2 premiers albums et célébrant les 20 ans de carrière du groupe.
| No  | Titre           | Durée |
| --- | --------------- | ----- |
| 1.  | Intro           | 1:07  |
| 2.  | Dead Emotion    | 4:38  |
| 3.  | Gothic          | 4:27  |
| 4.  | Paradise Lost   | 5:57  |
| 5.  | Breeding Fear   | 4:30  |
| 6.  | Eternal         | 3:58  |
| 7.  | Shattered       | 4:13  |
| 8.  | Frozen Illusion | 5:52  |
| 9.  | Angel Tears     | 2:01  |
| 10. | Silent          | 4:00  |
| 11. | The Painless    | 4:15  |

## Crédits
| - Nick Holmes : chant - Sarah Marrion : chant (voix féminine) - Gregor Mackintosh : guitare solo - Stephen Edmondson : basse - Aaron Aedy : guitare rythmique - Matthew Archer : batterie - The Raptured Symphony Orchestra : Orchestre | - Production, ingénierie, arrangements (orchestre) : Keith Appleton - Arrangements, artwork : Nick Holmes, Gregor Mackintosh - Artwork : R. Mackintosh - Photographie : Richard Moran, Porl Medlock |